# Komunistička stranka Kine
Komunistička stranka Kine ili Komunistička partija Kine (pojednostavljeni kineski: 中国共产党, tradicionalni kineski: 中國共産黨, pinyin: Zhōngguó Gòngchǎndǎng) je komunistička stranka u Kini. Osnovana je 1. srpnja 1921. na tajnom sastanku u Šangaju, a na vlast je došla 1949. poslije građanskog rata, koji je okončan bijegom nacionalista poražene vlade na Tajvan. Ona je vladajuća stranka u Kini i predstavlja interese cijele kineske nacije. Poslije 28 godina naporne borbe KSK je odvela kineski narod do pobjede u novoj demokratskoj revoluciji i osnivanja Narodne Republike Kine. Od onda je savladavala razne prepreke, pretvarajući Kinu od siromašne i zaostale polukolonijske i polufeudalne države u socijalističku državu koja se ubrzano razvija. KSK ostvaruje ideološko i političko vodstvo. Stranka razvija svoje ideje i politiku na temelju koncentrirane volje naroda te ih transformira u državne zakone i odluke koje usvaja KSK. Ipak, stranka ne zauzima mjesto Vlade u vodstvu države. Njene aktivnosti su u okviru ustava i zakona koje mora poštovati. Svi članovi stranke, kao i ostali građani, su jednaki pred zakonom. Na trećoj plenarnoj sjednici središnjeg odbora KSK održanoj prosinca 1978. godine, odlučilo se rad stranke usmjeriti na osuvremenjenje socijalizma, reforme i politiku otvaranja. Smatra se da da je oko 1 do 3 milijuna ljudi ubijeno za vrijeme Maove Kulturne revolucije, a sveukupni broj žrtava procjenjuje se do 20 milijuna .
Za vrijeme reforma i otvaranja i formiranja socijalističke tržišne ekonomije, KSK se sučeljavala s velikom problemima. Partija se borila protiv korupcije i za uspostavljanje poštenja kao primarnog cilja u procesu samoizgrađivanja. Treća plenarna sjednica XIV KPK centralnog komiteta održana 1993. godine, ukazala je, da je borba protiv korupcije i izgradnja čiste administracije osnovni uvjet i važna garancija za uspostavljanje socijalističke tržišne gospodarske strukture, i ima vitalan značaj za uspjeh programa reformi i sudbine stranke i zemlje. Centralni komitet KPK je obratio veliku pozornost na usmjeravanje partijskih i državnih vođa da izvršavaju svoje dužnosti na čist i pošten način. Vođeni su brojni veliki postupci radi zaustavljanja nezdravih tendencija koje su negativno utjecale na narod.
XVI. nacionalni kongres KPK je održan u Pekingu od 8. – 14. studenog 2002. godine. Generalni tajnik Jiang Zemin je podnio izvještaj o radu između dva kongresa pod naslovom "Izgradnja naprednog društva na zaobilazan način i stvaranje novih uvjeta za izgradnju socijalizma s kineskim karakteristikama". U komentaru izvještaja rečeno je da su na suptilan način tretirane teme kao što je geslo pod kojim treba voditi dalje promjene, kojim putem treba ići i koje ciljeve treba ostvariti KPK u novom stoljeću. Izvještaj je faktički politička dekleracija i akcijski program KPK koji ima cilj da ujedinjen narod, kao i sve etničke grupe, vodi u pravcu daljeg razvoja u 21. stoljeću. Kongres je prihvatio da vodeća ideološka misao KPK bude sadržana u "Tri predstavnika", marksizam-lenjinizam, misli Mao Ce Tunga i teorija Deng Xiaopinga. Najviši ideal i krajnji cilj KPK je ostvarenje komunizma.

## Vanjske poveznice
- (srp.) KP Kine na portalu Znanje.org
- Službena stranica